# Nikolai Iljitsch Trawkin
Nikolai Iljitsch Trawkin (russisch Николай Ильич Травкин; * 19. März 1946 in Nowonikolskoje, Oblast Moskau, RSFSR, UdSSR) ist ein ehemaliger russischer Politiker und war in den Jahren von 1994 bis 2003 Abgeordneter der Duma.

## Leben
Er wurde als Sohn eines Angestellten und einer Dorflehrerin geboren. Nach Abschluss der Schule arbeitete Trawkin in den Jahren von 1962 bis 1964 als Maurer und schloss 1964 die Abendschule ab. Er studierte in den folgenden Jahren Mathematik und Physik am Pädagogischen Institut in Kolomna und leiste von 1967 bis 1969 seinen Wehrdienst in der Sowjetischen Armee ab. Von 1969 bis 1988 war Trawkin zuerst als Arbeiter und später auch als Bauleiter bei verschiedenen Betrieben tätig.

## Politische Karriere
Trawkin wurde 1970 Mitglied der KPdSU und wurde ins 1981 Parteikomitee der Oblast Moskau gewählt. Er nahm als Delegierter an verschiedenen Parteitagen teil, war Mitglied im Obersten Sowjet und wurde im Frühjahr 1989 Abgeordneter des Volksdeputiertenkongresses. Im März 1990 trat er aus der KPdSU aus und gründete im Mai 1990 die Demokratische Partei Russlands, deren Vorsitzender er von 1990 bis 1995 gewesen ist. Während des Augustputsches im Jahr 1991 stand Trawkin für wenige Tage unter Arrest.
199 wurde erstmals in die Duma gewählt und war in den Jahren 1994 bis 1996 Minister ohne Geschäftsbereich in der Regierung von Boris Jelzin. Seit 1995 war er Mitglied des Blockes Unser Haus Russland. 1998 verließ Trawkin diese Fraktion, blieb jedoch weiterhin Mitglied der Duma für die Fraktion der Partei Jabloko, auf deren Liste er 1999 erneut in die Duma gewählt wurde. Trawkin trat jedoch wenig später zur Fraktion der Partei Union der rechten Kräfte über. 2003 schied er aus der Duma aus.

## Privates
Trawkin ist verheiratet und hat zwei Söhne.

## Auszeichnungen (Auswahl)
Trawkin erhielt verschiedene Auszeichnungen, wie den Held der sozialistischen Arbeit, den Leninorden und den Verdienstorden für das Vaterland (3. Klasse).